# Dinoptera collaris
Dinoptera collaris је врста инсекта из реда тврдокрилаца (Coleoptera) и породице стрижибуба (Cerambycidae). Сврстана је у подпородицу Lepturinae.

## Распрострањеност и станиште
Врста се среће на читавом подручју Европе, као и на подручју Мале Азије, Кавказа, Сирије и Ирана. У Србији се среће готово на свим надморским висинама, како у низијским тако и у брдским пределима. Насељава ливаде унутар листопадних шума, паркове и баште а најчешће се среће на зељастој вегетацији која се развија уз шумске путеве.

## Опис
Глава, ноге и антене су тамноплаве до црне боје, груди и абдомен црвени или наранџасти, док су покрилца тамноплава или тамнозелена. Дужина тела креће се у опсегу од 6 до 9 mm.

## Биологија
Ларва се две године развија у мртвом листопадном дрвећу, гранама и корењу. Као домаћин јављају се различите биљне врсте (крушка, топола, јавор, јасен, глог, јабука, храст, итд.). Адулти се срећу од априла до августа. Могу се видети на цветовима разних биљака, најчешће на врстама из породица главочика (Asteraceae) и штитара (Apiaceae). 

## Галерија
- одрасла јединка
- парење
- одрасла јединка

## Синоними
- Leptura collaris Linnaeus, 1758
- Pachyta collaris (Linnaeus) Mulsant, 1839
- Acmaeops collaris (Linnaeus) Auctorum
- Dinoptera (Dinoptera) collaris (Linnaeus, 1758)
- Leptura carneola Schrank, 1798
- Leptura ruficollis DeGeer, 1775
- Leptura sylvestris Geoffroy, 1785